# Lagan (Kalmückien)
Lagan (kalmückisch/russisch Лагань) ist eine Stadt in der südrussischen Republik Kalmückien mit 14.323 Einwohnern (Stand 14. Oktober 2010).

## Geografie
Die Stadt liegt im Nordwestteil der Kaspischen Senke, etwa 300 km südöstlich der Republikhauptstadt Elista, 9 Kilometer von der Küste des Kaspischen Meeres entfernt, mit dem sie durch einen Seekanal (Laganski bank) verbunden ist.
Lagan ist Verwaltungszentrum des gleichnamigen Rajons.
Die nächstgelegene Eisenbahnstation liegt in Ulan-Chol an der Strecke Astrachan–Kisljar–Kisiljurt gut 40 Kilometer westlich.

## Geschichte
Lagan entstand 1870 als Dorf aus Zentralrussland umgesiedelter Bauern auf der (damaligen, inzwischen verlandeten) gleichnamigen Insel (von mongolisch bzw. kalmückisch lag für schlammig).
1936 erhielt der Ort den Status einer Siedlung städtischen Typs. Nach der Auflösung der Autonomen Republik und der Deportation der kalmückischen Bevölkerung unter Stalin erfolgte 1944 die Umbenennung in Kaspijski (russisch Каспийский für kaspisch(e Siedlung)) sowie 1963 unter diesem Namen die Verleihung des Stadtrechts.
1991 erhielt die Stadt wieder den alten Namen.

### Bevölkerungsentwicklung
| Jahr | Einwohner |
| ---- | --------- |
| 1939 | 8.598     |
| 1959 | 10.826    |
| 1970 | 13.922    |
| 1979 | 14.456    |
| 1989 | 15.824    |
| 2002 | 14.345    |
| 2010 | 14.323    |

Anmerkung: Volkszählungsdaten

## Kultur und Sehenswürdigkeiten
In der Stadt gibt es verschiedene moderne buddhistische Statuen und Bauwerke, so das Rote Tor und den Tempel (Churul). Seit 1977 besitzt die Stadt ein Heimatmuseum.

## Wirtschaft
In Lagan gibt es eine Maschinenfabrik und Betriebe der Fischereiwirtschaft (Hafen, Flottenstützpunkt, Fischverarbeitung). Im Rajon werden Erdöl und Erdgas gefördert.